# Achille Lauro (cantante)
Lauro De Marinis (Verona, 11 de julio de 1990), conocido profesionalmente como Achille Lauro, es un cantautor y rapero italiano. Conocido por su trabajo en el hip hop, participó en cuatro ediciones del Festival de la Canción de San Remo. Representó a San Marino en el Festival de la Canción de Eurovisión de 2022.

## Biografía
Lauro De Marinis nació el 11 de julio de 1990 en Verona de Nicola, magistrado del Tribunal de Casación originario de Gravina in Puglia, y Cristina Zambon. Creció en Roma y a los 14 años optó por irse a vivir con su hermano mayor Federico, conocido como Fet, de quien heredó la pasión por la música cuando este era ya productor del grupo Quarto Blocco; de este modo se alejó de su familia que se trasladaría a otra ciudad. Gracias a su hermano, Lauro se adentró en el mundo del rap underground y del punk rock.
Como se ha dicho en algunas canciones y entrevistas, Lauro ha mantenido a lo largo de los años una relación muy estrecha con su madre, actual administradora del holding de Lauro, la De Marinis srl, mientras que, en cambio, mantenía una relación conflictiva con su padre, la cual acabó mejorando.
Junto con su productor Edoardo Manozzi, alias Boss Doms, Lauro participó en la edición de 2017 del programa Pekín Express como pareja de compositores, quedando en tercer lugar.
En 2018, entró en el ámbito cinematográfico como productor de Terrurismo, un cortometraje del director Vito Cea y del escritor y guionista Roberto Moliterni, por el que recibió el premio MaTiff para jóvenes productores. También hizo un cameo en el cortometraje. Ese mismo año, participó como actor y autor de letras rimadas en el largometraje Applausi, inspirado por la historia de Elisa Claps. Posteriormente, protagonizó el cortometraje en realidad virtual Happy Birthday de Lorenzo Giovenga, presentado en el 76.º Festival de Venecia en el que también tocó dos de sus canciones. En 2019, se estrenó en las plataformas de Sky el documental autobiográfico No face 1, dirigido por el propio Lauro y Sebastiano Bontempi.
En enero de 2019, publicó su autobiografía Sono io Amleto, publicada por Rizzoli. El 19 de mayo de 2020, de nuevo para Rizzoli, se publicó su segundo libro 16 marzo: L'ultima notte.
En 2019, volvió a X Factor para presentar el programa de entrevistas Extra Factor junto a la actriz Pilar Fogliati. Durante esta edición, también se le encargó la columna de AL Confidencial: cada semana Lauro se reunía con los concursantes del reality para recoger sus impresiones y aconsejarles sobre su trayectoria.
En 2020, fundó junto al mánager Angelo Calculli y el codirector creativo Nicolò Cerioni, una nueva agencia de contratación y gestión, la MK3. Contextualmente, es nombrado Director Creativo Jefe del sello discográfico Elektra Records Italia.
De nuevo junto a Boss Doms, participó en la segunda edición del reality show de Prime Video Celebrity Hunted: Manhunt, que se estrenaría en 2021.

## Carrera

### Inicios

#### BarabbayHarvard(2012)
Tras entrar en el círculo musical del Quarto Blocco, Lauro decide adoptar un nombre artístico, optando por Achille Lauro. Posteriormente declara que esta elección fue motivada por el hecho de que muchos asociaban su nombre al apellido del armador napolitano. En 2012, publica su primera mixtape, titulada Barabba Mixtape y realizada con la colaboración de varios productores afiliados al Quarto Blocco, como Frigo, Caputo y Sedato. La mixtape es una producción independiente, por lo que se puede descargar de forma inmediata y gratuita. Lo mismo ocurre con Harvard Mixtape, otra mixtape producida para el colectivo Quarto Blocco.

#### Entrada en Roccia Music (2013) yAchille Idol Inmortale(2014)
Lauro se convierte en el artista más destacado del Quarto Blocco, hasta el punto de que varios exponentes del underground romano, como DJ 3d y el consagrado Noyz Narcos le acogen bajo su ala, favoreciendo la entrada en el sello Roccia Music, encabezado por el productor Shablo y Marracash.  Esto ocurre en 2013, y ya en febrero del mismo año se anuncia el álbum Achille Idol Immortale, publicado en febrero de 2014 en descarga gratuita, en el que participan artistas como Marracash, Noyz Narcos y Coez. El disco no se presenta como un álbum de rap tradicional, ya que al final de cada tema se hace la lectura de un versículo del Evangelio, revisitado en una perspectiva suya, y los sonidos no son los típicos del hip-hop.

### Primeros éxitos

#### Young Crazy EPyDio c'è(2015)
En 2015,  Roccia Music invierte cada vez más en Lauro, que lanza un EP titulado Young Crazy EP, el cual contiene seis temas, entre ellos La Bella e la Bestia, que luego es arreglado en una exitosa versión unplugged.
El lanzamiento de Dio c'è, el segundo álbum de estudio de Achille Lauro, es lanzado el 26 de mayo de 2015. El título del álbum es claramente otra referencia a la religión cristiana, al igual que los versos recitados en Achille Idol Immortale. También cuenta con apariciones de artistas ya consagrados, como algunos pertenecientes al Quarto Blocco, entre otros, Caputo en el tema Playground Love.

#### No Face Agency yRagazzi madre(2016)
Sorprendentemente, el 30 de junio de 2016 se da a conocer la noticia de la salida de Achille Lauro del sello discográfico Roccia Music a través de sus perfiles en redes sociales. Posteriormente, Lauro siempre ha hablado positivamente de su experiencia en Roccia Music, comparando su caso con el de compañeros como Sfera Ebbasta, para quienes Roccia Music sirvió de plataforma de lanzamiento para una carrera independiente; no en vano, el motivo que empuja a Lauro a dejar Roccia Music es el deseo de fundar su propio sello discográfico, No Face Agency, que conseguirá poner en marcha junto DJ Pitch, productor de la canción Young King.
El incipiente sello se puso inmediatamente a trabajar en la producción de Ragazzi madre, el tercer álbum de estudio del rapero romano, publicado en noviembre de 2016. Concebido inicialmente como una mixtape con la etiqueta Roccia Music; el álbum, que consagra la asociación entre Lauro y el productor Boss Doms, sigue con temas como el tráfico de drogas.
El título es una referencia a los niños de los barrios bajos (como el propio Lauro) que son criados por niños tan desfavorecidos como ellos, y que a su vez son inducidos a criar niños como ellos mismos. En octubre de 2017, Lauro firma un contrato con Sony Music y en el noviembre siguiente, lanza el 1 Year Anniversary de Ragazzi madre, con 8 bonus tracks incluidos.

### Consagración artística

#### Pour l'amour(2018)
Durante 2017, tras dejar Roccia Music, Lauro, mientras colabora con destacados artistas de la vieja escuela italiana, se acerca a artistas de rap emergentes de la nueva escuela y realiza temas de éxito como Thoiry RMX. Los singles de este año se alejan del estilo típico de los primeros álbumes de estudio; nace la ola de "samba trap", de la que hacen bandera temas como Amore mi, proyectos artísticos excéntricos pero efectivos y un estilo completamente renovado.
En el primer semestre de 2018, se publican los singles Midnight Carnival y Ammò, que anticipan el álbum Pour l'amour, publicado el 22 de junio del mismo año en colaboración con Boss Doms. El álbum se propone como un proyecto puramente experimental, en el que se canalizan influencias musicales de todo tipo, como una ópera de fusión: del sonido napolitano (Ammò) al house (Angelo blu), de lo sudamericano (Mamacita) al trap (Thoiry RMX y Bvlgari). Lauro ha declarado que creó el disco inspirándose técnicamente en The Doors, es decir, aislándose con los artistas colaboradores en una villa, donde pudo concebir este y otros dos álbumes de estudio, que se editarían como una especie de trilogía; esto se complementa también con la toma de microdosis de drogas, para estimular la producción artística sin desviarse.
Más tarde, participa en la edición 2018 del Concierto Primo Maggio de Roma, actuando en Thoiry RMX, Teatro & Cinema y La Bella e la Bestia - Unplugged. El 14 de diciembre de 2018, publica No Face Forever, un álbum en el sello de Lauro; participó en la realización del disco con una colaboración en el tema Trap. También colabora con Anna Tatangelo en Ragazza di periferia 2.0.

#### San Remo y1969(2019)
El 22 de diciembre de 2018, se anuncia que Lauro (junto a Boss Doms) participará en la 69.ª edición del Festival de San Remo, con el tema Rolls Royce. La canción, tal y como había anticipado el propio rapero, también se desvía ampliamente del sonido samba trap de Pour l'amour, hasta el punto de ser catalogada como una canción de rock. En la canción se mencionan conocidos exponentes de la música rock como The Doors, Jimi Hendrix, Amy Winehouse, Billie Joe Armstrong, Elvis Presley y Axl Rose, pero también personajes de la cultura popular, como Marilyn Monroe y Paul Gascoigne. Todos estos personajes son los ídolos que Achille Lauro persigue, tomando el lujoso Rolls-Royce como símbolo de la vida de rockstar.
Tras esto, varios periódicos acogen positivamente los sonidos inconformistas propuestos por Lauro. La canción está disponible a la 1:00 de la madrugada del 6 de febrero, convirtiéndose posteriormente en la tercera canción más popular en la plataforma Spotify entre las presentadas en San Remo. Luego, el 8 de febrero, en la noche dedicada a los dúos, actúa con Morgan y obtiene una critica positiva por parte del público, a pesar de no ganar el premio al mejor dúo. Finalmente, concluye su experiencia en San Remo en el noveno lugar de 24 participantes.
Por otro lado, el 15 de enero de 2019, publica el libro Sono io Amleto, una autobiografía en forma de ficción. También inicia un proyecto cinematográfico que implica la creación de una trilogía sobre su vida en forma de docufilm, dirigida por Sebastiano Bontempi y producida por Angelo Calculli. La primera película, estrenada el 15 de noviembre de 2019, se titula Achille Lauro No Face 1 y se emitió en Sky One.
El 4 de abril de 2019, lanza el sencillo C'est la vie, anticipando el lanzamiento de 1969, el quinto álbum de estudio del cantante romano, con evidentes sonidos roqueros.

#### Segundo San Remo,1990, 1969-Rebirth y 1920(2020)
En 2019, participa en el cortometraje transmedia Happy Birthday, dirigido por Lorenzo Giovenga, presentado en el 76.º Festival Internacional de Cine de Venecia. Achille Lauro, además de hacer un cameo, se encarga de la música de la película. El 25 de octubre, se lanza el nuevo single 1990, que anticipa el álbum homónimo compuesto por siete temas y que sale a la venta el 24 de julio de 2020.
El 31 de diciembre de 2019, se anuncia que participará en el Festival de la Canción de San Remo 2020 con la canción Me ne frego. Durante el festival, se habla de ello por las prendas de la marca Gucci que se usan durante las actuaciones, como un mono ajustado que recuerda el cuadro de San Francisco de Giotto, un vestido semitransparente y un tocado de plumas inspirado en la Marquesa Luisa Casati, un vestido real con peluca y perlas en la cara en referencia a la Reina Isabel I de Inglaterra y, durante el dúo con Annalisa, en el que interpretan la canción Gli uomini non cambiano de Mia Martini, un vestido verde tomado de Ziggy Stardust, el alter ego artístico de David Bowie. Al final, termina el festival situándose en la octava posición de la clasificación final.
El 17 de febrero de 2020, Lauro anuncia su incorporación a la discográfica Warner Music Italy, de la que también recibe el nombramiento de Director Creativo Jefe de la filial Elektra Records, convirtiéndose en el primer artista italiano en conseguir dicho cargo. El 24 de julio, sale a la venta su primer proyecto para Elektra Records: 1990, el sexto álbum de estudio del artista.
El 25 de septiembre de 2020, sale a la venta 1969 - Achille Idol Rebirth, una remasterización del exitoso álbum Rolls Royce, que contiene, además de todos los temas originales, los singles publicados durante 2020 (Me ne frego, 16 marzo, Bam Bam Twist y Maleducata), una versión de C'est la vie a dúo con Fiorella Mannoia y Maledetto Lunedì, ya publicada en febrero de 2019 en el álbum Zerosei de Frenetik & Orang3, dos históricos productores romanos de Lauro. 
Sorprendentemente, el 23 de noviembre, Lauro anuncia el lanzamiento de un nuevo proyecto con sonidos de jazz-swing, que ve la luz el 4 de diciembre: 1920 - Achille Lauro & The Untouchable Band. Acompañado por primera vez por una orquesta en directo en un álbum, que le sigue en la exploración de los rugientes años 20, Lauro pretende completar ese viaje en el tiempo que parte del punk-rock de los años 60 y 70, y atraviesa el baile disco de los 90, concluyendo así la trilogía del pasado ('69-'90-'20)

#### Invitado en San Remo yLauro(2021)
Tras la confirmación de su presencia como invitado en el Festival de San Remo, que llegaría el 29 de diciembre de 2020 y luego el 9 de febrero de 2021, durante la primera rueda de prensa del evento, Lauro anuncia que su papel sería interpretar cinco "cuadros" musicales en homenaje a "la historia de todos nosotros". La 71.ª edición del Festival de la Canción de Italia se celebra del 2 al 6 de marzo de 2021 y le ve como invitado habitual del evento durante las cinco noches. Lauro rinde homenaje por orden: al glam rock interpretando el inédito Solo noi, al rock and roll con Bam Bam Twist en una actuación de homenaje a la cantante Mina, al pop en las notas de Penélope interpretadas con Emma Marrone, al punk rock con las canciones de San Remo Me ne frego y Rolls Royce y, finalmente, a la música clásica con C'est la vie.
El 8 de marzo de 2021, anuncia un nuevo trabajo discográfico titulado Lauro. El 19 de marzo, lanza el último single Marilù que, junto con Solo noi, forma parte del álbum Lauro, publicado el 16 de abril.

#### Tercer San Remo y Eurovisión para San Marino (2022)
La primera semana de febrero de 2022, Lauro participó de nuevo en el Festival de la Canción de San Remo, esta vez con el tema "Domenica" acompañado por Harlem Gospel Choir. Finalmente, se clasificó en decimocuarta posición. Cabe destacar que en la cuarta noche, en la que los artistas versionaban temas del siglo XX, interpretó "Sei bellissima" junto a Loredana Bertè.
Posteriormente, se presentó a Una voce per San Marino, la preselección de la Serenísima República de cara al Festival de la Canción de Eurovisión 2022. Allí actuó con la canción "Stripper", con la cual obtendría la victoria y representaría al microestado en el certamen europeo.

## Estilo e influencias
Achille Lauro, aunque surgió del rap underground, ha evolucionado hasta convertirse en un artista muy ecléctico. Los dos primeros trabajos de estudio de Lauro se asimilan, de hecho, al género del rap underground, lo que podría reflejar la vida rota que Lauro, debido a su pobreza, se vio obligado a vivir. Sus sonidos sufrieron después la influencia del trap, que se manifestó principalmente en Ragazzi madre en Achille Idol Immortale y en Dio c'è, el leitmotiv conductor de la música de Lauro es el mundo de las drogas.
En Ragazzi Madre inicia una transición hacia nuevos sonidos y nuevos contenidos musicales, que se concreta en el álbum experimental Pour l'amour; constituye un disco de evolución para el estilo de Lauro, que abandona los sonidos comunes del rap para abrazar la musicalidad latina y melódica, hasta el punto de que Lauro crearà propiamente el género de la samba trap También en cuanto al contenido, en Pour l'amour se busca más el experimentalismo que la narración de drogas. Con 1969, hay un claro cambio de rumbo, con el abandono de la musicalidad hip hop, para abrazar plenamente los sonidos roqueros anticipados con Rolls Royce.
En varias ocasiones, Lauro ha declarado que no está muy cerca, en términos de gusto, del rap italiano, ya que no le gusta amoldarse al conocido estereotipo del rapero callejero De hecho, Lauro siempre se ha desviado del look canónico de los artistas de hip hop, causando revuelo con sus excéntricas elecciones de ropa. Ha declarado que le gusta seguir a su compatriota Ghali, pero sobre todo a los estadounidenses Travis Scott, 6LACK y Young Thug. Lauro se ha declarado fan de Vasco Rossi, Kurt Cobain, Elvis Presley y los Beatles. Dice haberse inspirado en Lucio Battisti y Rino Gaetano en referencia a su giro rockero.

## Discografía

### Álbumes en estudio
- 2014 – Achille Idol immortale
- 2015 – Dio c'è
- 2016 – Ragazzi madre
- 2018 – Pour l'amour
- 2019 – 1969
- 2020 – 1990
- 2020 – 1920 - Achille Lauro & The Untouchable Band
- 2021 – Lauro

### EP
- 2015 – Young Crazy

### Mixtape
- 2012 – Barabba
- 2012 – Harvard

### Sencillos
- 2013 – Scarpe coi tacchi 3 - La fine (feat. Martina May)
- 2013 – Bianco Natale (feat. Rasty Kilo)
- 2014 – Polanski
- 2014 – No Twitter
- 2014 – Real Royal Street Rap (feat. Marracash e Ackeejuice Rockers)
- 2014 – Scelgo le stelle (feat. Coez)
- 2015 – Ghetto Dance (feat. Gemitaiz)
- 2015 – Bonnie & Clyde
- 2015 – Ora lo so (feat. Marracash)
- 2015 – Playground Love (feat. Caputo)
- 2016 – CCL
- 2016 – Teatro & cinema
- 2017 – Ascensore per l'inferno (feat. Coez)
- 2017 – Ulalala (feat. Gemitaiz)
- 2017 – Amore mi
- 2017 – Non sei come me
- 2018 – Thoiry Remix (feat. Gemitaiz, Quentin 40 e Puritano)
- 2018 – Midnight Carnival (feat. Gow Tribe e Boss Doms)
- 2018 – Ammò (feat. Rocco Hunt e Clementino)
- 2018 – Angelo blu (feat. Cosmo)
- 2018 – Mamacita (feat. Vins)
- 2019 – Rolls Royce (feat. Boss Doms e Frenetik&Orang3)
- 2019 – C'est la vie
- 2019 – 1969 (feat. Boss Doms e Frenetik&Orang3)
- 2019 – Delinquente (feat. Boss Doms)
- 2019 – 1990
- 2020 – Me ne frego
- 2020 – 16 marzo (feat. Gow Tribe)
- 2020 – Bam Bam Twist (feat. Gow Tribe)
- 2020 – Maleducata
- 2020 – Jingle Bell Rock (feat. Annalisa)
- 2021 – Solo noi
- 2021 – Marilù
- 2021 – Mille (con Fedez y Orietta Berti)
- 2021 – Lauro
- 2021 – Latte+
- 2022 – Domenica
- 2022 – Stripper

### Colaboraciones
- 2012 – Balo1 – Monopoli (feat. Achille Lauro)
- 2012 – Balo1 – Metall (feat. Achille Lauro)
- 2012 – Sisco Baltimora – Gotham City (feat. Achille Lauro & Sedato Blend)
- 2013 – Simon P & Crine J – Aquila bendata (feat. Louis Dee & Achille Lauro)
- 2013 – Simon P & Crine J – Transenne Pt. 2 (feat. Read, Sedato Blend, Muggio, Gogna, Achille Lauro, Caputo & Dr. Frigo)
- 2013 – Simon P & Crine J – Alla fine (feat. Achille Lauro)
- 2013 – Rasty Kilo – Soldi E Paura RMX (feat. Chicoria, Aban & Achille Lauro)
- 2013 – A.A. V.V., Genesi
- 2013 – The Night Skinny – Benedetti stronzi (feat. Achille Lauro & Tayone)
- 2013 – 3D – Grimey (feat. Achille Lauro)
- 2014 – Deleterio – Forse c'è (feat. Achille Lauro)
- 2014 – Dj Gengis – Crank (feat. Achille Lauro)
- 2014 – Fred De Palma – Notte da cafoni (feat. Achille Lauro)
- 2014 – Rasty Kilo – Marmi neri (feat. Achille Lauro)
- 2014 – Luchè – Ghetto Memories (feat. Achille Lauro)
- 2014 – The Night Skinny – La verità (feat. Achille Lauro, Luchè; Johnny Marsiglia & Pat Cosmo)
- 2014 – The Night Skinny – Penso di me (feat. Achille Lauro)
- 2014 – The Night Skinny – Indian tweet posse (feat. Achille Lauro, Egreen, Johnny Marsiglia, Ensi, Noyz Narcos, Chicoria, Louis Dee, Er Costa, Clementino, Rocco Hunt)
- 2014 – Gemitaiz – Ci puoi riprovare (feat. Achille Lauro & Clementino)
- 2015 – Marracash – Don (feat. Achille Lauro)
- 2015 – BLOOD VINYL, MACHETE & Slait – Sua Eminenza (feat. Achille Lauro)
- 2015 – Saint – Bed & Breakfast (feat. Achille Lauro)
- 2015 – Sedato Blend & Read – Rimmel (feat. Achille Lauro & Chicoria)
- 2015 – Gemitaiz – Lo faccio bene (feat. Achille Lauro & Jack The Smoker)
- 2016 – Mr.Cioni – H.a.T.E.R. (feat. Achille Lauro)
- 2016 – Sfera Ebbasta – Ragazzi del blocco (feat. Achille Lauro)
- 2016 – MadMan – Occhiali da donna RMX (feat. Achille Lauro)
- 2016 – Gemitaiz – A me mi (feat. Achille Lauro)
- 2017 – Fred De Palma – 5.30 (feat. Achille Lauro)
- 2017 – Rischio – 09/15 (feat. Achille Lauro)
- 2018 – Emis Killa – Linda (Reloaded) (feat. Achille Lauro & Boss Doms)
- 2018 – OG Eastbull – Ballo del blocco (feat. Achille Lauro)
- 2018 – Noyz Narcos – R.I.P. (feat. Achille Lauro)
- 2018 – Gemitaiz – Keanu Reeves (feat. Achille Lauro)
- 2018 – Anna Tatangelo – Ragazza di periferia 2.0 (feat. Achille Lauro & Boss Doms)
- 2018 – No Face R.Y.C.H. – Trap (feat. Gow Tribe)
- 2018 – No Face R.Y.C.H. – Battiato (feat. Gow Tribe & Doglife)
- 2018 – No Face R.Y.C.H. – Oe (feat. Boss Doms)
- 2018 – No Face R.Y.C.H. – La banda dello Zoo (feat. Boss Doms, Don Joe, Gow Tribe & Dogslife)
- 2018 – No Face R.Y.C.H. – Lager (feat. Valè)
- 2019 – Frenetik&Orang3 – Maledetto Lunedì (feat. Achille Lauro)
- 2019 – Rocco Hunt – Mai Più (feat. Achille Lauro)
- 2019 – Mattway & Uzi Lvke – La Mala Educaciòn (feat. Achille Lauro)
- 2019 – Night Skinny – Mattoni (feat. Noyz Narcos, Shiva, Speranza, Guè Pequeno, Achille Lauro, Geolier, Lazza, Ernia, Side Baby & Taxi B)
- 2019 – Subsonica – Il Mio D.J. (feat. Achille Lauro)
- 2019 – Nahaze – Carillon (feat. Achille Lauro)
- 2020 – Joey – Dovrai (feat. Achille Lauro)
- 2020 – Annalisa – N.U.D.A (nascere umani diventare animali) (feat. Achille Lauro)
- 2020 – Paolo Palumbo – Quella notte non cadrà (feat. Achille Lauro)
- 2020 – Gemitaiz – Trap Emo Rmx (feat. Achille Lauro)
- 2020 – Elderbrook – Back To My Bed (feat. Boss Doms & Achille Lauro)

## Libros
- Lauro De Marinis. Sono io Amleto. Rizzoli. ISBN 978-88-17105-15-6.
- Lauro De Marinis. 16 marzo: L'Ultima notte. Rizzoli. ISBN 978-88-17143-36-3.

## Filmografía

### Director
- No face 1, con Sebastiano Bontempi, 2019

### Productor
- Terrurismo, dirigido por Vito Cea y Roberto Moliterni, 2018 (cortometraje)
- No face 1, dirigido por Lauro De Marinis (Achille Lauro) y Sebastiano Bontempi, 2019

### Actor
- Terrurismo, dirigido por Vito Cea y Roberto Moliterni, 2018 (cortometraje, en el rol de sí mismo)
- Aplausos, dirigido por Ángel Calculli, 2018 (largometraje).
- Happy Birthday, dirigido por Lorenzo Giovenga, 2019 (cortometraje)

## Programas de televisión
- Pekín Express, Rai 2 (2017) (participante)
- Extra Factor, Sky 1 (2019) (presentador)
- 69.º Festival de San Remo, Rai 1 (2019) (participante)
- 70.º Festival de San Remo, Rai 1 (2020) (participante)
- 71.º Festival de San Remo, Rai 1 (2021) (invitado)
- Celebrity Hunted: Caza al hombre, Amazon Prime Video (2021) (participante)
- 72.º Festival de San Remo, Rai 1 (2022) (participante)
- Una Voce per San Marino (2022) (participante)
- Festival de la Canción de Eurovisión 2022 (2022) (participante)
- 75.º Festival de San Remo, Rai 1 (2025) (participante)